# 克萊默章克申 (加利福尼亞州)
克萊默章克申（英語：Kramer Junction）是位於美國加利福尼亞州聖貝納迪諾縣的一個非建制地區。該地的面積和人口皆未知。

## 地理
克萊默章克申的座標為34°59′33″N 117°32′30″W / 34.99250°N 117.54167°W，而該地的平均海拔高度為761米（即2497英尺）。